# Riquet & Co.

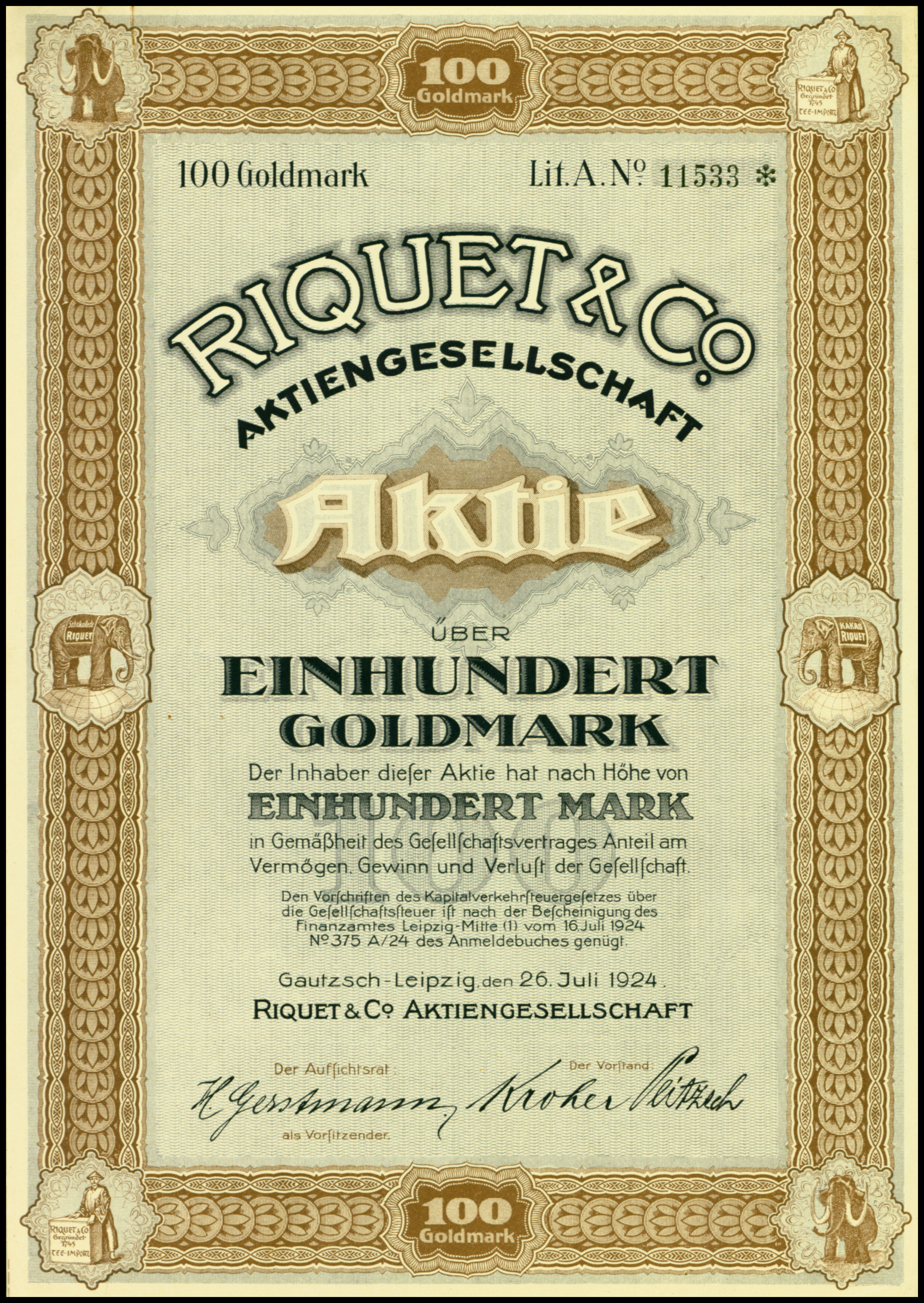
Aktie über 100 Goldmark der Riquet & Co AG vom 26. Juli 1924

Die Riquet & Co. AG war ein Unternehmen für Herstellung und Vertrieb von Kakao, Schokoladen, Pralinen und Bonbons in mit Sitz in Leipzig und einem Produktionsbetrieb in Gautzsch. Außerdem handelte es mit Tee und anderen aus China und dem Orient importierten Waren.

## Geschichte

Anzeige von Riquet & Co. (um 1900)

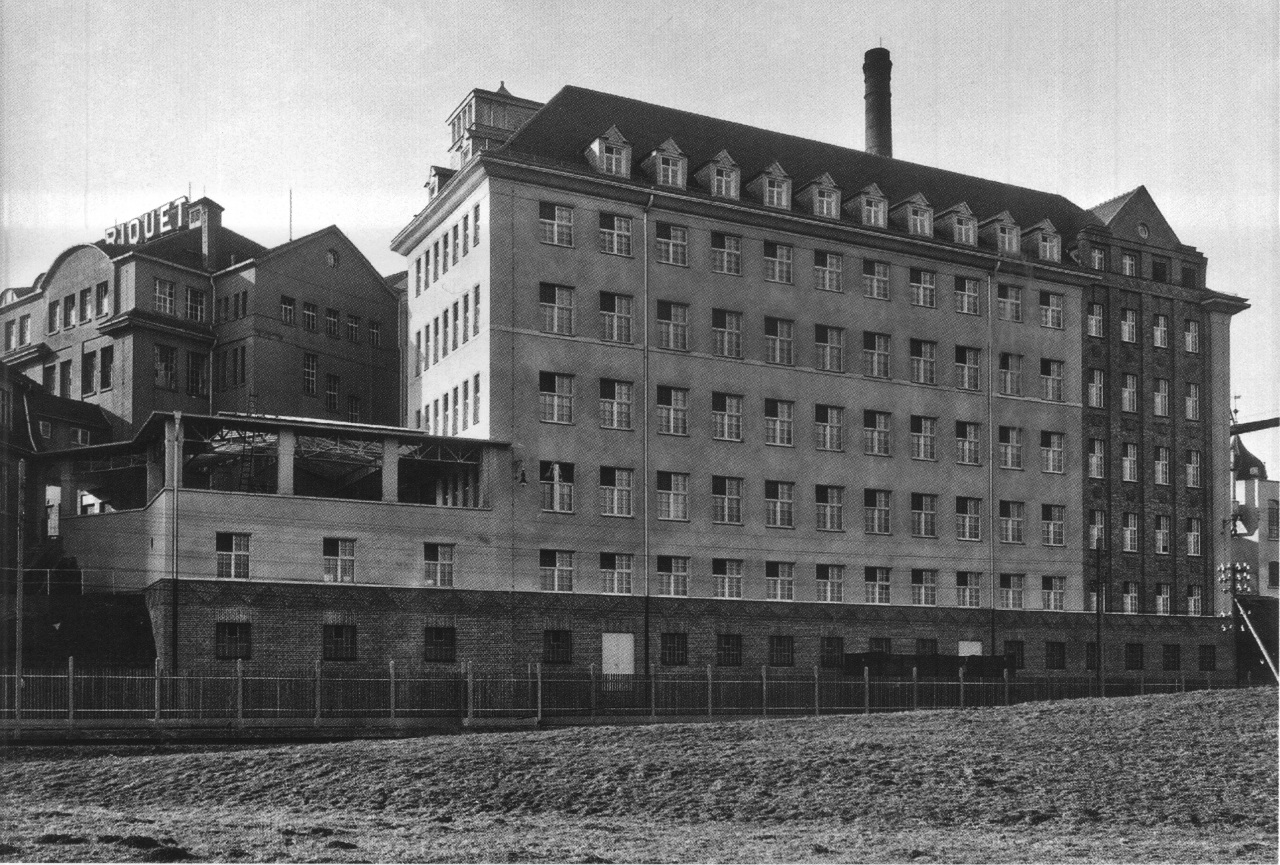
Bis heute erhaltenes Fabrikgebäude in Gautzsch (um 1925)

Nachdem im Jahr 1685 das Edikt von Fontainebleau den Hugenotten die freie Religionsausübung untersagte, emigrierte die Familie Riquet von Frankreich nach Deutschland. Vermutlich 1713 wurde in Magdeburg Jean George Riquet geboren, der am 15. November 1745 in Leipzig ein „Colonial-Grosso-Geschäft“ gründete. Der Sitz des Unternehmens, das Tee, Kaffee und Gewürze importierte, war zunächst an der Katharinenstraße, ab 1763 im Haus Klostergasse 5. Zu den Kunden von Riquet gehörte auch Johann Wolfgang von Goethe, der die Marke zu seiner Lieblingsschokolade erklärte und mit Jean George Riquet einen regen Schriftwechsel führte.
Nach Riquets Tod führte ab 1791 sein gleichnamiger Neffe das Unternehmen weiter. Er übergab es wiederum 1818 seinem Teilhaber Christian Friedrich Meyer, der es zum „Thee-Specialgeschäft“ ausbaute. Um 1850 richtete Meyer eine Abteilung für den Kleinhandel mit Kakao, englischen Biskuits, Konfitüren, Kaffee, Alkoholika, Tabak, Japan- und Chinawaren ein. Im Jahre 1890 erfolgte an der Dörrienstraße die Aufnahme einer eigenständigen Kakaoproduktion, die fünf Jahre später an die Koburger Straße im Leipziger Vorort Gautzsch (heute zu Markkleeberg gehörig) verlegt wurde. 1896 betrug die Beschäftigtenzahl 95. Als das Unternehmen 1905 in eine Aktiengesellschaft umgewandelt wurde, hatte es 240 Beschäftigte, und 1913 waren es schon 401; 1921 beschäftigte das Unternehmen 700 Menschen, während der Inflationszeit ging diese Zahl wieder zurück, 1924 waren es nur noch 614.
Nachdem der Volksentscheid in Sachsen 1946 die Enteignung der Großbetriebe von „Nazi- und Kriegsverbrechern“ billigte, wurde die Riquet & Co. AG entschädigungslos enteignet. Ab 1947 gehörte der Betrieb zum Verband Sächsischer Konsumgenossenschaften und wurde in eine Produktionsstätte des Konsum Süß- und Dauerbackwarenkombinates KONSÜ umgewandelt, die Schokoladenproduktion wurde eingestellt, und die Herstellung von Bonbons begonnen. So wurden u. a. Füllungen für Drops und die Pfefferminzbonbons „Pfeffi“ hergestellt. Anfang der 1990er Jahre wurde die Produktion eingestellt. Das Unternehmen war weiter als Grundstücksverwaltung tätig, bis die Gesellschaft 1995 aufgelöst und als Quartier Riquet Teil der Zentralkonsum eG wurde. Im Jahr 2002 wurden die Fabrikgebäude in Gautzsch zum größten Teil abgebrochen, heute stehen nur noch das wohl Mitte der 1920er Jahre erbaute, denkmalgeschützte und aufwändig sanierte Fabrikgebäude sowie das ebenfalls denkmalgeschützte Verwaltungsgebäude von 1908. Diese wurden zusammen mit einem modernen Neubau als Bindeglied zum Quartier Riquet umgewandelt, das seit 2004 durch den Fachbereich Maschinen- und Energietechnik der Hochschule für Technik, Wirtschaft und Kultur Leipzig und von der etkon AG – Centrum für digitale Zahntechnologie genutzt wird. Außerdem sind ein Wohnpark mit vier Stadtvillen und ein Einkaufsmarkt entstanden.
Schokolade mit der Marke „Riquet“ wird seit 1945 von Waldbaur in Stuttgart hergestellt. Heute wird diese Marke noch für das Handelsunternehmen Hofer produziert.

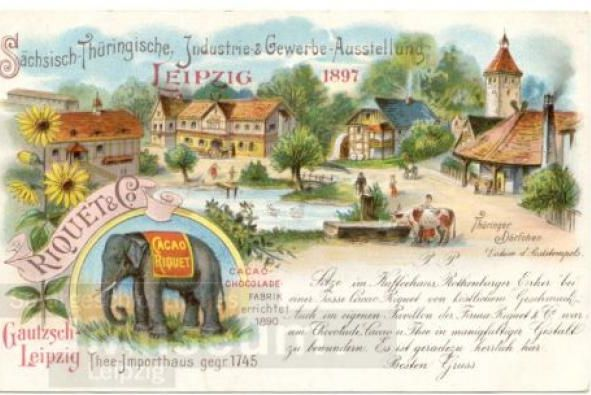
Der Elephant als Markenzeichen der Firma Riquet & Co. Tee-Import
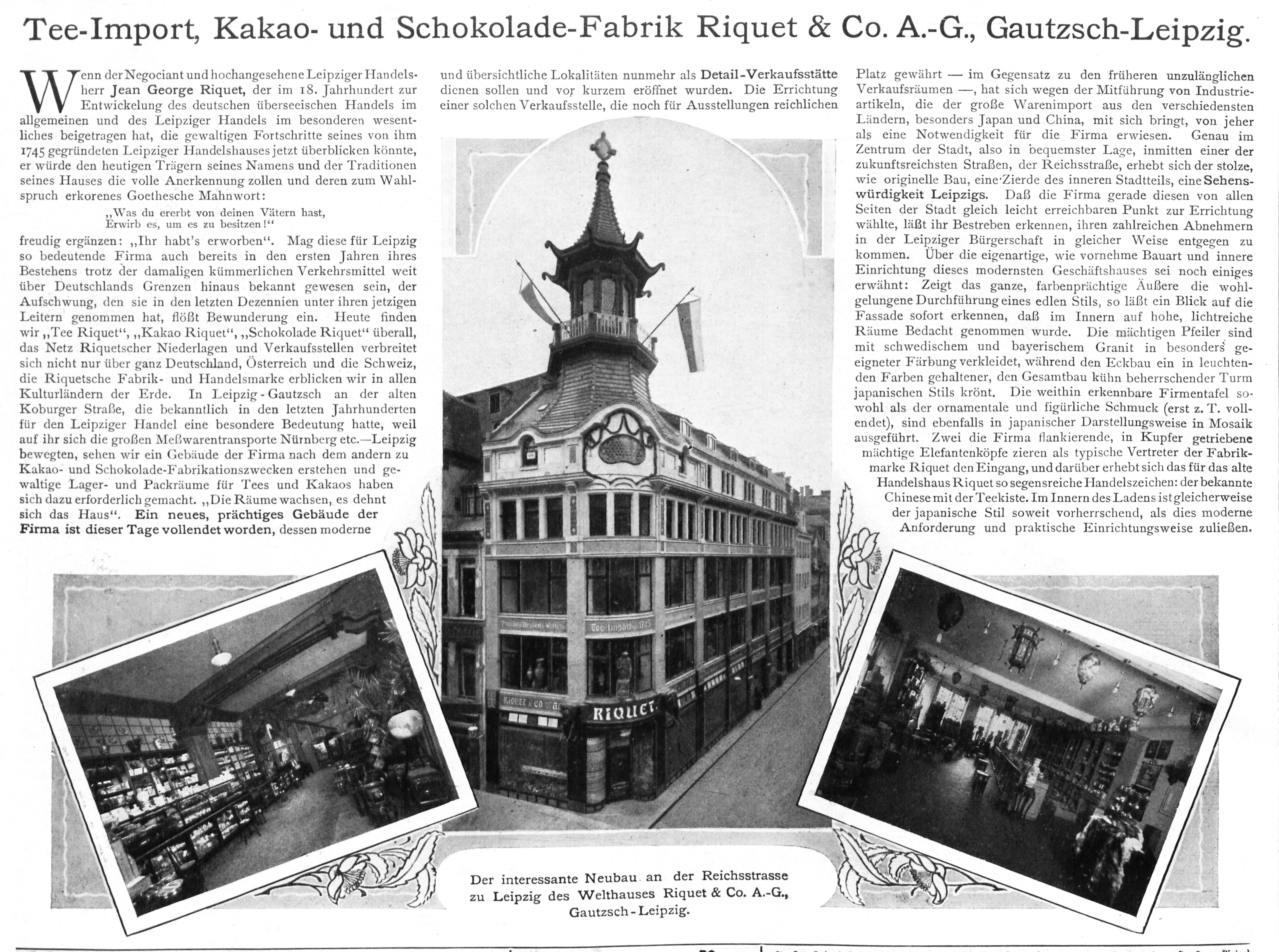
Verkaufsräume der Firma Riquet & Co. im Riquethaus um 1909 samt werbeträchtiger Beschreibung
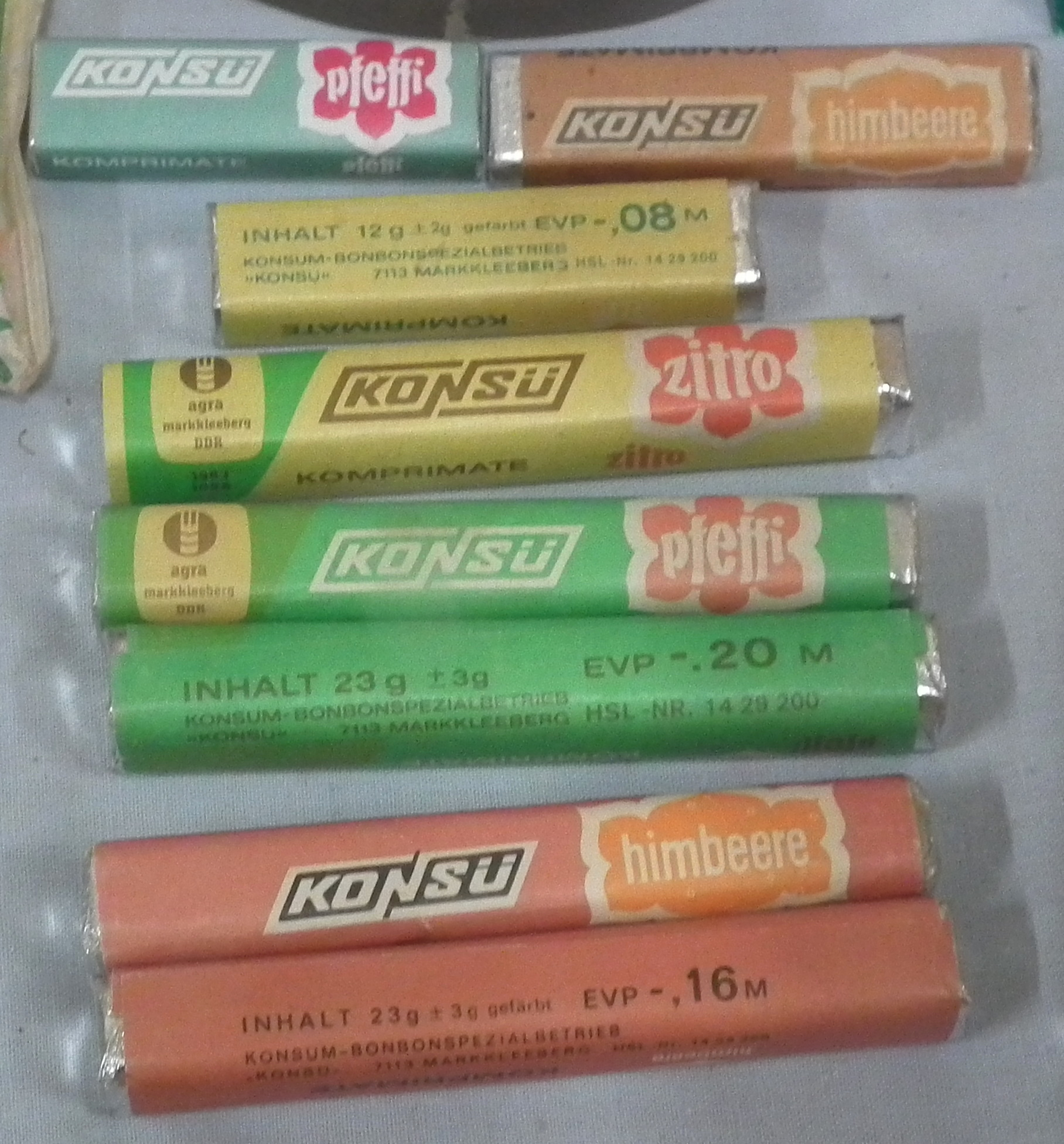
Konsü-Bonbons

## Riquethaus

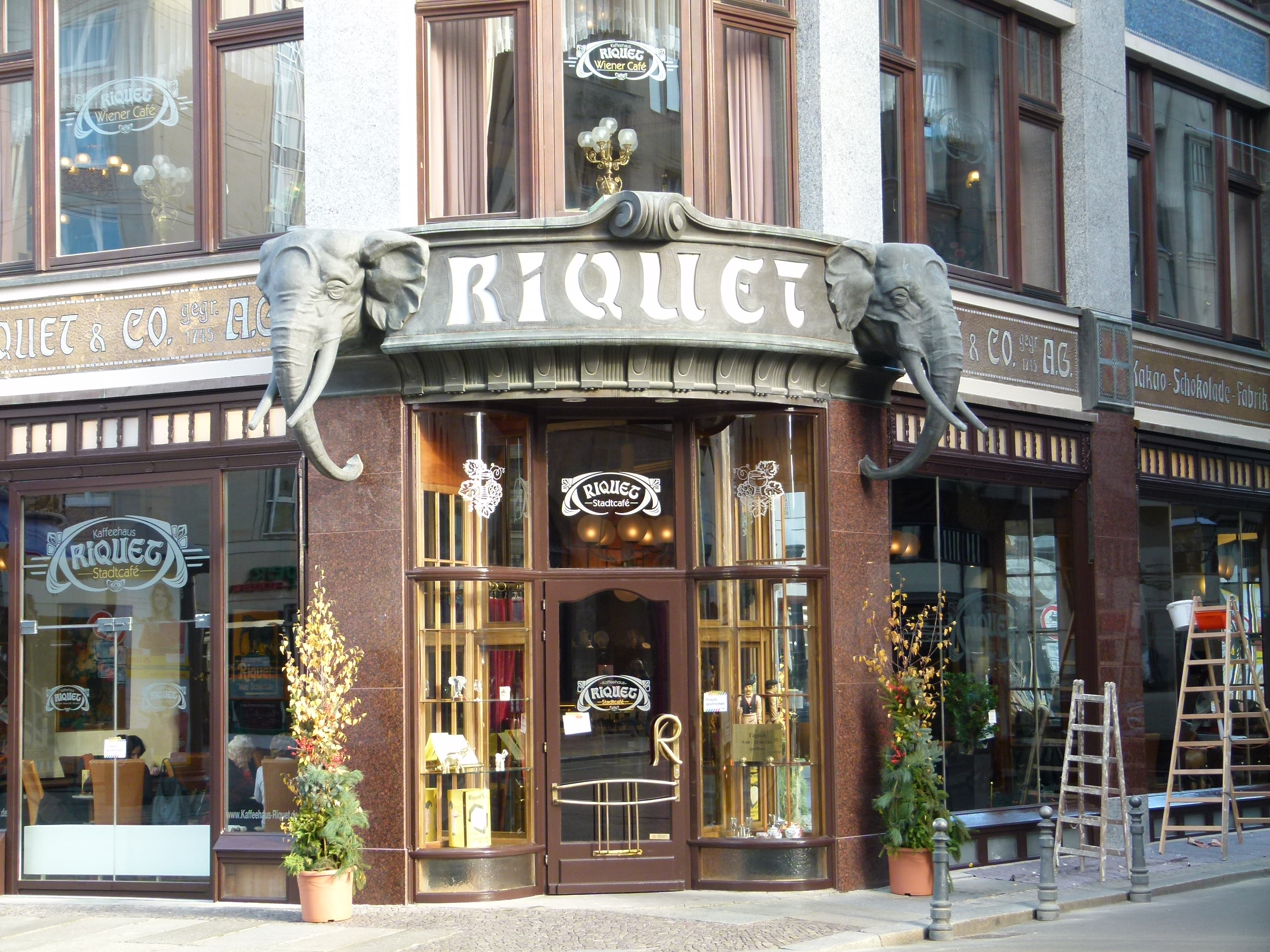
Eingang mit zwei Elefanten

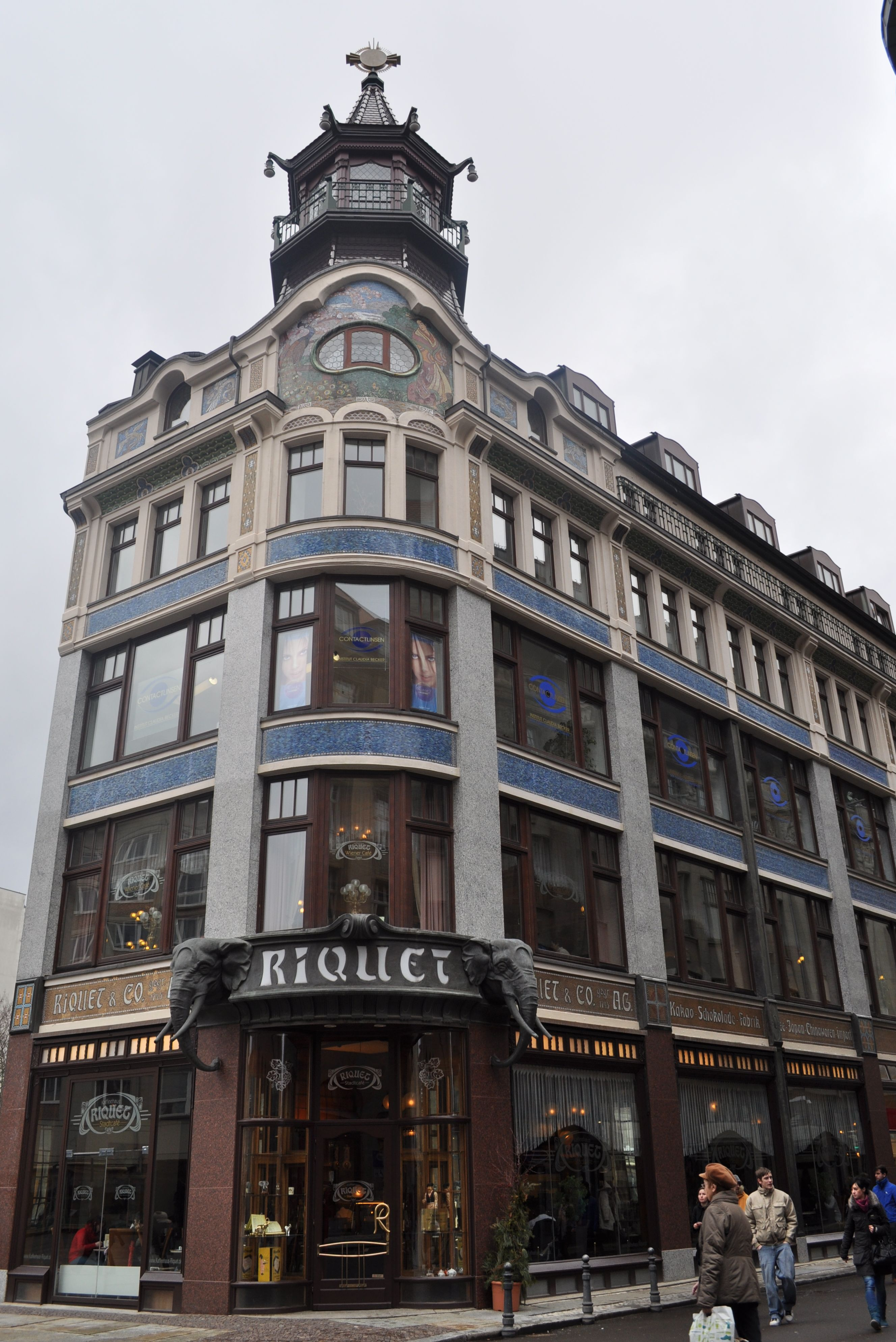
Riquethaus (Zustand 2013)

1888 eröffnete das Unternehmen einen Verkauf im Haus Goethestraße 6 gegenüber dem Neuen Theater. Um die Mietkosten dafür zu sparen, wurde 1908–1909 ein vom Architekten Paul Lange entworfenes eigenes Messe- und Geschäftshaus auf dem Eckgrundstück Schuhmachergäßchen 1–3 / Reichsstraße errichtet. Sein pagodenhafter Dachaufbau und die außergewöhnliche Fassadengestaltung durch aufwändige farbige Jugendstil-Mosaike mit werbendem Charakter lehnen sich an die klassische chinesische Baukunst an. Der seit dem Ende des 19. Jahrhunderts zum zentralen Bildmotiv in Riquet-Werbeanzeigen gewordene Elefant schmückt mit zwei kupfergetriebenen lebensgroßen Köpfen der Tiere den Eingangsbereich des Geschäftshauses.
Das Riquethaus wurde 1994/1995 durch den Kölner Architekten Knut Bienhaus originalgetreu restauriert. Dabei wurden auch der im Zweiten Weltkrieg zerstörte Turmaufsatz rekonstruiert und die Ladeneinrichtung des Erdgeschosses ergänzt. Im Gebäude befindet sich seit 1996 das Kaffeehaus Riquet. Dieses ist eines der wenigen noch erhaltenen Café-Häuser in der Leipziger Innenstadt und wird derzeit von Peter Stahlhut betrieben.